# Siderose
Als Siderosen (von altgriechisch σίδηρος (sidēros) = Eisen) bezeichnet man Erkrankungen, bei denen Salze des Eisens im Organismus abgelagert werden (Eisenspeicherkrankheiten). Man unterteilt primäre (angeborene) und sekundäre (erworbene) Siderosen. Der Eisengehalt des Körpers kann bei Siderosen bis zum Zehnfachen des Normwertes ansteigen.
Die wichtigste primäre Siderose ist die klassische (adulte) autosomal rezessiv vererbte Hämochromatose.
Sekundäre Siderosen kommen nach chronischer Zufuhr überhöhter Eisenmengen vor, beispielsweise 
- bei chronischer Überdosierung oraler Eisenpräparate[2]
- nach jahrelanger Transfusionsbehandlung von hämolytischen Anämien
- bei Patienten mit alkoholtoxischen Leberschäden.
- als Pneumokoniose[3] durch langjähriges Inhalieren von Eisenpartikel (zum Beispiel bei Schweißarbeitern und Arbeitern der Stahlindustrie)
- nach Eindringen und längerem Verbleib eines eisenhaltigen Fremdkörpers, insbesondere im Auge